# Chris de Burgh
Chris de Burgh (Venado Tuerto, Santa Fé, 15 de outubro de 1948), nascido Christopher John Davison, é um cantor Irlandês nascido na Argentina. É pai da modelo irlandesa Rosanna Davison, que venceu o concurso de Miss Mundo em 2003.

## Discografia

### Álbuns e coletâneas
Chris de Burgh assinou com A&M Records por muitos anos (1974-2004), mas agora ele tem seus próprio selo, Ferryman Productions. Seus recentes álbuns são lançados pelo selo alemão, Edel Records.

#### Álbuns de estúdio
- Far Beyond These Castle Walls, 1975
- Spanish Train and Other Stories, 1975 (#78 in 1985)
- At the End of a Perfect Day, 1977
- Crusader, 1979 (#72 in 1986)
- Eastern Wind, 1980
- The Getaway, 1982 (#30)
- Man on the Line, 1984 (#11)
- Into the Light, 1986 (#2)
- Flying Colours, 1988 (#1)
- Power of Ten, 1992 (#3)
- This Way Up, 1994 (#5)
- Beautiful Dreams, 1995 (#33)
- Quiet Revolution, 1999 (#23)
- Timing Is Everything, 2002 (#41)
- The Road To Freedom, 2004
- The Storyman, 2006
- Footsteps, 2009 (#4)
- Moonfleet and Other Stories, 2010
- The Hands Of Man, 2014
- A Better World, 2016

#### Coletâneas
- Best Moves, 1981 (#65)
- The Very Best of Chris de Burgh, 1984, (#6)
- Spark to a Flame: The Very Best of Chris de Burgh, 1989 (#4)
- The Love Songs, 1997 (#8)
- The Ultimate Collection, 2000
- Notes from Planet Earth - The Ultimate Collection, 2001 (#19)
- Gold, 2007
- Much More Than This (Box Set) 2007
- Now and Then, 2008 (#12)

#### Álbuns ao vivo
- High on Emotion: Live from Dublin, 1990 (#15)
- Live in South Africa, 1997
- The River Sessions, 2004
- Live In Dortmund, 2005
- Live In Moscow, 2007

### Vídeos e DVDs
- Chris de Burgh - The Video, 1983 (Video)
- The Munich Concert, 1985 (Video)
- High on Emotion: Live from Dublin, 1990 (Video)
- Beautiful Dreams, 1995 (Video and DVD)
- Benefit for Volendam, 2001 (Video and DVD)
- The Road To Freedom - Live in Concert (DVD)
- The Words I Love You - Feat Arian Band (HD Quality DVD)

### UK Top 100 Singles
- Don't Pay the Ferryman (1982 - #48)
- High On Emotion (1984 - #44)
- Ecstasy Of Flight (I Love The Night) (1984 - #80)
- Fire On The Water (1986 - #88)
- The Lady in Red (1986 - #1)
- Fatal Hesitation (1986 - #44)
- A Spaceman Came Travelling/The Ballroom Of Romance (1986 - #40)
- The Simple Truth (A Child Is Born) (1987 - #55)
- Missing You (1988 - #3)
- Tender Hands (1988 - #43)
- Sailing Away (1989 - #78)
- This Waiting Heart (1989 - #59)
- Diamond In The Dark (1989 - #95)
- Don't Pay The Ferryman (live) (1990 - #84)
- The Simple Truth (1991) (1991 - #36)
- Separate Tables (1992 - #30)
- Blonde Hair Blue Jeans (1994 - #51)
- The Snows Of New York (1995 - #60)
- So Beautiful (1997 - #29)
- When I Think Of You (1999 - #59)